# Boomleguaan
De boomleguaan (Polychrus gutturosus) is een hagedis uit de familie Polychrotidae.

## Naam en indeling
Alternatieve benamingen zijn groene of grote boomleguaan. De naam 'boomleguaan' wordt ook wel gebruikt voor een heel andere hagedis, de leguaan Urosaurus ornatus.
De wetenschappelijke naam van de hagedis werd voor het eerst voorgesteld door Arnold Adolph Berthold in 1846. Als publicatiejaar wordt ook wel 1845 genoemd. De soortaanduiding gutturosus betekent vrij vertaald 'met een grote keel', en verwijst naar de keelzak van de dieren.

## Uiterlijke kenmerken
De boomleguaan kan, inclusief de staart, tot 70 centimeter lang worden. De staart is drie keer zo lang als het lichaam en de kop samen zodat het lichaam kleiner lijkt. Vrouwtjes worden groter dan mannetjes en hebben een kopromplengte van 12,5 tot zeventien centimeter, terwijl mannetjes 8,5 tot 13,5 cm lang worden. De staart is meer dan 35 centimeter lang.
De basiskleur is groen, maar de hagedis kan enigszins van kleur en patroon veranderen waardoor hij minder opvalt. Wanneer het dier boos of gestrest is kleurt het bruin tot donkergrijs. Op de rug zijn brede, schuine dwarsbanden aanwezig die doorlopen op de staart. Er zijn geen kammen aanwezig op de kop, nek en rug zoals bij veel leguanen en anolissen het geval is. Het uiterlijk heeft wel wat weg van een anolis, maar de boomleguaan mist de typische hechtlamellen die de verwante anolissen wel hebben. De kop is groot en stomp, de iris is bruin van kleur. De ogen lijken op die van een kameleon, onder meer omdat ze individueel gericht kunnen worden. De soort heeft een opblaasbare keelzak zoals de meeste bonte leguanen. Dit huidmembraan is paars van kleur en voorzien van grote, groene schubben die in rijen zijn gelegen.

## Verspreiding en habitat
De boomleguaan komt voor in delen van Zuid-Amerika en leeft in de landen Colombia, Costa Rica, Ecuador, Honduras, Nicaragua en Panama.
De habitat bestaat uit tropische en subtropische bossen, vooral in laaglanden waar het erg vochtig is. Ook in bergwouden wordt de soort echter wel gevonden. De boomleguaan wordt vaak langs oppervlaktewater gezien. De soort is aangetroffen op een hoogte van ongeveer zes tot 1300 meter boven zeeniveau.

## Levenswijze
De hagedis is overdag actief en houdt zich vaak op tussen de bladeren in de schaduw. Het is een goede klimmer die hoog in de bomen leeft en weinig op de bodem komt. De soort wordt daardoor zelden gezien. Er is weleens een boomleguaan gevonden op een hoogte van veertig meter. Net zoals de helmleguanen (Corytophanes) kan de hagedis urenlang stil blijven zitten zodat het dier nauwelijks opvalt.
Het voedsel bestaat uit grotere insecten, die de hagedis vangt door zich goed gecamoufleerd plat te drukken en stil te houden waarna wordt toegehapt. Daarnaast worden ook plantendelen gegeten, zoals bladeren, bloemen, zaden en fruit. De boomleguaan is zeer lenig; de staart wordt weleens als extra grijporgaan gebruikt en het dier kan met de achterpoten aan een tak blijven hangen. Ze kunnen lange tijd doodstil aan een tak hangen in de meest onnatuurlijke lichaamsposities, zoals hangend aan de achterpoten. In andere talen wordt de boomleguaan hierdoor ook wel 'aaphagedis' genoemd (monkey lizard).
Vrouwtjes produceren eieren die op de bodem of in de strooisellaag worden afgezet. De pas uitgeslopen jongen zijn ongeveer 5,5 centimeter lang exclusief staart.

## Beschermingsstatus
Door de internationale natuurbeschermingsorganisatie IUCN is de beschermingsstatus 'veilig' toegewezen (Least Concern of LC).